# Campionati europei di concorso completo 1977
I Campionati europei di concorso completo 1977 si sono svolti a Burghley, in Gran Bretagna.

## Podi
| Evento           | Oro           | Argento        | Bronzo        |
| Gara individuale | Lucinda Green | Karl Schultz   | Karsten Horst |
| Gara a squadre   | Regno Unito   | Germania Ovest | Irlanda       |

## Medagliere
| Posiz. | Nazione        | Oro | Argento | Bronzo | Totale |
| ------ | -------------- | --- | ------- | ------ | ------ |
| 1      | Regno Unito    | 2   | 0       | 0      | 2      |
| 2      | Germania Ovest | 0   | 2       | 1      | 3      |
| 3      | Irlanda        | 0   | 0       | 1      | 1      |
| Totale | Totale         | 2   | 2       | 2      | 6      |